# Martinet ros de l'Índia
El martinet ros de l'Índia (Ardeola grayii) és una espècie d'ocell de la família dels ardèids (Ardeidae) que habita aiguamolls, rius, camps negats, pantans, llacs i manglars d'Àsia meridional, a la llarga del Golf Pèrsic, el Pakistan, l'Índia, Sri Lanka, Myanmar i les illes Laquedives, Maldives, Andaman i Nicobar.